# 僕はMusic
「僕はMusic」（ぼくはミュージック）は、CHAGE and ASKAの楽曲。自身の46作目のシングルとして、Kitty Mercuryから2004年12月8日に発売された。

## 解説
コンサートツアー『CHAGE and ASKA CONCERT TOUR 2004 two-five』開催中に制作されたシングル。ツアーでもアリーナ公演初日のマリンメッセ福岡から披露された。
PVは、2004年11月13日に慶應義塾大学の学園祭ライブに出演した時の模様を中心に、ライブ映像が盛り込まれた内容になっている。
CHAGE and ASKAの公式サイトには、「僕はMusic／crossroad～いまを生きる僕を～／熱風」という、トリプルA面シングル扱いになっている。

## 収録曲
| #         | タイトル                           | 作詞           | 作曲             | 編曲                                  | 時間  |
| --------- | ---------------------------------- | -------------- | ---------------- | ------------------------------------- | ----- |
| 1.        | 「僕はMusic」                      | ASKA、松井五郎 | ASKA             | 旭純                                  | 5:08  |
| 2.        | 「crossroad 〜いまを生きる僕を〜」 | 石塚貴洋       | CHAGE、Tom Watts | 澤近泰輔                              | 5:25  |
| 3.        | 「熱風」                           | 松井五郎       | ASKA             | CHAGE and ASKA with Elder Street Boys | 6:53  |
| 合計時間: | 合計時間:                          | 合計時間:      | 合計時間:        | 合計時間:                             | 17:26 |

## 楽曲解説
※コメントは、TUG OF C&A 会報11月号を参照
1. 僕はMusic
世の中にはいろいろな考え方があるが、世の中は結果だけが答えのようにも見えてしまう。その点、歌には間違いを、"間違いで悪いか!" と表現する楽しさがある。"僕は音楽" というタイトルも、メロディーが、歌があるから言えるんだということを素直に表した形であるという。
制作当初は「listen!」という仮タイトルだった。
本作ではフェードアウトで終わるが、アルバム『DOUBLE』に収録されているバージョンではカットアウトで終わる。
2. crossroad 〜いまを生きる僕を〜
歌詞は、"別れ" がテーマになっているという。しかし、思い出を綴っているのではなく、未来に向かって思いを馳せている仕上がりになっている。
ピアノとストリングスを中心とした "しっとりめのバラード" で、ギターもアコースティックギターのみを使用している。
アルバム『DOUBLE』では新たなアレンジでレコーディングされた。シングル・バージョンはアルバム未収録。
3. 熱風
1981年に発表されたアルバム『熱風』収録のタイトル曲をリメイクしている。
ちょうどデビュー25周年となる2004年8月25日にレコーディングが行われた。
このバージョンはアルバム未収録。

## 収録アルバム
- 熱風 (#1)※オリジナル・ヴァージョン
- DOUBLE (#1,#2)※両方ともアルバム・ヴァージョン
- CHAGE and ASKA VERY BEST NOTHING BUT C&A (#1)※アルバム・ヴァージョン

## 参加ミュージシャン
| 僕はMusic - Piano、Keyboards：旭純 - Drums：江口信夫 - Guitar：狩野良昭 - Guitar：鈴川真樹 - Strings：弦一徹ストリングス - Trumpet：西村浩二 - Tronbone：村田陽一 - Flute：旭孝 - Oboe：柴山洋 - Programming：小笠原学 - Background Vocal：村田努 crossroad 〜いまを生きる僕を〜 - Piano, Programming：澤近泰輔 - Drums：今泉正義 - Bass：惠美直也 - Guitar：鈴川真樹 - Strings：後藤勇一郎ストリングス - Background Vocal：西司 | 熱風 - Keyboards：澤近泰輔 - Keyboards：旭純 - Drums：今泉正義 - Bass：惠美直也 - Guitar：狩野良昭 - Guitar：鈴川真樹 - Programming, Percussion：小笠原学 |